# Jesús Barrero
Jesús Barrero (Città del Messico, 26 luglio 1958 – 17 febbraio 2016) è stato un attore e doppiatore messicano, riconosciuto per aver dato voce a Seiya di Pegasus dell'anime Saint Seiya - I Cavalieri dello zodiaco, Luke Skywalker nella trilogia originale di Star Wars, per essere la voce originale di Rick Hunter e Scott Bernard in Robotech e Rex nel franchise di Toy Story (tranne Toy Story 4), oltre a interpretare Frank Martin in The Transporter e The Transporter 2, tra molti altri personaggi.

## Biografia
Barrero ha iniziato la sua carriera di attore alla giovane età di 9 anni, mentre studiava arte alla National Association of Actors (ANDA), attraverso una delle sue zie, che era già una carriera nel settore dello spettacolo. È iniziato con ruoli secondari per diverse serie televisive. A quel tempo ha iniziato a doppiare, con ruoli secondari in diverse serie televisive, come La Pandilla e Le avventure di Rin Tin Tin, tra gli altri. Apparteneva alla Televicentro Children's Company, partecipava a diverse trasmissioni di un programma con quel nome, sia come attore bambino che come membro del coro della compagnia, partecipa a diversi programmi seriali come il "Teatro fantastico" del scomparso Enrique Alonso "Cachirulo ".
All'età di 10 anni partecipa a tre film cinematografici messicani con piccoli ruoli. In El Padrecito ha lavorato con il signor Mario Moreno "Cantinflas" e in La Vida de Cri-Cri con López Tarso e ha incontrato di persona il signor Francisco Gabilondo Soler. All'età di 12 anni interpreta il ruolo di Solin nella serie radiofonica chiamata Kalimán con Víctor Mares e grandi attori di quel tempo.
All'età di 13 anni ha interpretato il suo primo ruolo da doppiatore in una serie intitolata The Great Blue Marble con Edith González, diretto da Francisco Colmenero. Da quell'età a 16 anni lavora in diverse serie TV e cartoni animati come Jonny Quest, Josie e le Pussycats, The Flintstones, L'uomo da sei milioni di dollari, La casa nella prateria, The Mickey Mouse Club, ecc. Dai 16 ai 18 anni, unisce la scuola al lavoro, quindi approfitta del cambio di voce per passare più tempo a studiare. Dalle 18 alle 20 partecipa a diverse soap opera radiofoniche, oltre a teatro e doppiaggio.
Da 20 a 25 anni è andato a Los Angeles, in California, negli Stati Uniti, assunto da ESM International Dubbing Inc., una società messicana che ha soprannominato lo spagnolo, quando ha imparato a dirigere il doppiaggio e inizia a interpretare e serie animate dirette come Mazinger Z, Gloyzer X, Starzinger, tra gli altri.
Da 26 a 30 anni lavora come attore e regista in Telespeciales (una sussidiaria di Televisa che in precedenza era CINSA), quando fece serie come Voltron, Robotech e Kidd Video, tra gli altri.
All'età di 30 anni combina il suo lavoro allo stesso tempo con la società Producciones Salgado dove fa Saint Seiya - I Cavalieri dello zodiaco. In questa compagnia, ha anche doppiato film come 2001: Odissea nello spazio. Inoltre inizia i suoi pininos come imprenditore, prima fonda l'agenzia di annunci chiamata Spot, quindi è stato partner di una società di doppiaggio chiamata PR Productions, dove inizia a dirigere per la Disney.
Inoltre, nel mezzo, crea la sua compagnia di doppiaggio chiamata CBAudio, situata nel quartiere Del Valle a Città del Messico.
Da allora ha lavorato a progetti cinematografici speciali per Disney, DreamWorks, 20th Century Fox, ecc.
Attualmente nella sua compagnia di doppiaggio ha registrato I Cavalieri dello zodiaco - Saint Seiya - Hades, e ha trascorso il suo più grande tempo a frequentarlo.
A Barrero è stato diagnosticato un tumore polmonare nel marzo 2015 ed è deceduto per complicanze della malattia il 17 febbraio 2016 all'età di 57 anni.